# Mãos no fogo
Mãos no fogo (englischer Festivaltitel Hands in the Fire) ist ein portugiesischer Spielfilm unter der Regie von Margarida Gil aus dem Jahr 2024. Der Film feierte im Februar 2024 auf der Berlinale seine Weltpremiere in der Sektion Berlinale Encounters.

## Handlung
Die Filmstudentin Maria do Mar reist nach Minho und Douro, um alte Herrenhäuser zu filmen. Sie braucht die Aufnahmen, um ihren Dokumentarfilm für ihre Diplomarbeit über Wirklichkeit im Film abzuschließen. Zunächst vertraut sie dem Sichtbaren und geht unbefangen an die Aufnahmen heran. Dadurch hat sie Zugang zur Schönheit und Authentizität der Landschaft, soweit es diese noch gibt. Aber das letzte Herrenhaus auf ihrer Liste entpuppt sich entgegen allem Anschein als Haus des Schreckens.

## Produktion

### Filmstab
Regie führte Margarida Gil, von der auch das Drehbuch stammt. Die Kameraführung lag in den Händen von Acácio de Almeida und für den Filmschnitt war João Braz verantwortlich.
In wichtigen Rollen sind Carolina Campanela, Marcello Urgeghe, Adelaida Teixeira, Rita Durão und Ricardo Aibéo zu sehen.

### Produktion und Förderungen
Produziert wurde der Film von Alexandre Oliveira. Produktionsfirma war die portugiesische Ar de Filmes Lda.

### Dreharbeiten und Veröffentlichung
Der Film feierte im Februar 2024 auf der Berlinale seine Weltpremiere in der Sektion Berlinale Encounters. Der Weltvertrieb liegt in den Händen von Pedro Ramalhete, Lissabon.

## Rezeption
Lida Bach vergab auf moviebreak.de nur 3,5 von 10 möglichen Punkten. Das Schauspiel sei „gerade in tragenden Rollen hölzern“ und die Handlung weise Leerstellen und „narrative Sackgassen“ auf. Mãos no fogo erinnere eher an ein Tableau vivant als an einen Film. Dagegen lobte Teresa Vieira auf cineuropa.org die Bilder, die aus der Gegenwart stammten und gleichzeitig an verschiedene Kapitel der Filmgeschichte erinnerten. Die Entwicklung der Hauptfigur weg von einer perfektionistischen, regelfixierten Persönlichkeit hin zu einem stärker an Möglichkeiten orientierten Charakter ermögliche die Identifikation des Publikums mit ihr. Der Schlüssel zum Film sei jedoch sein Ton: Schweigen werde benutzt, um Räume zu eröffnen.

## Auszeichnungen und Nominierungen
- 2024: Internationale Filmfestspiele Berlin